# James Coyne
James Elliott Coyne (né le 17 juillet 1910 à Winnipeg - mort le 12 octobre 2012 à Winnipeg, à 102 ans) est le deuxième gouverneur de la Banque du Canada. Il a tenu ce poste de 1955 à 1961. Sa carrière a été marquée par son désaccord avec le premier ministre du Canada John Diefenbaker (souvent appelée l'affaire Coyne ou la crise Coyne), qui a mené à sa démission.
Diplômé de l'université du Manitoba en 1931, il poursuit des études à l'université Oxford. En 1938, il entre au département de recherche de la Banque du Canada.